# Балка Суха (притока Жовтої)
Балка Суха — балка (річка) в Україні у Кам'янському районі Дніпропетровської області. Ліва притока річки Жовтої (басейн Дніпра).

## Опис
Довжина балки приблизно 4,02 км, найкоротша відстань між витоком і гирлом — 3,94 км, коефіцієнт звивистості річки — 1,18. Формується декількома струмками та загатами. На деяких ділянках балка пересихає.

## Розташування
Бере початок у селі Суха Балка. Тече переважно на південний захід і в місті Жовті Води впадає у воду Жовту, ліву притоку річки Інгульця.

## Цікаві факти
- Від витоку балки на північній стороні на відстані 1,54 км пролягає автошлях Р74[3] (автомобільний шлях регіонального значення в Україні. Проходить територією Дніпропетровської та Кіровоградської областей через П'ятихатки — Кривий Ріг — Широке. Загальна довжина — 49,5 км. Колишній Т 0418.).